# Siversted
Siversted (dansk), Sieverstedt (tysk) eller Syverstej (sønderjysk) er en landsby og kommune beliggende lidt syd for Flensborg i Lusangel i Sydslesvig. Administrativt hører kommunen under Slesvig-Flensborg kreds i den tyske delstat Slesvig-Holsten. Kommunen samarbejder på administrativt plan med andre kommuner i omegnen i Oversø kommunefællesskab (Amt Oeversee). Landsbyen er sogneby i Siversted Sogn (tidligere Stenderup Sogn). Sognet lå i Ugle Herred (Flensborg Amt, Sønderjylland), da området tilhørte Danmark.
Poppostenen, hvor Harald Blåtand blev døbt omkring 960, ligger i Siversted.

## Geografi
Under kommunen hører landsbyerne Hjalm (Jalm), Stenderup, Stenderupå (Stenderupau) og Sønder Smedeby (Süderschmedeby) samt bl.a. lokaliteterne Hørupkær (Hörupkjer), Krittenborg (Krittenburg), Norskov (Norderholz), Popholt (Poppholz), Siverstedmark, Siversted Kirkeskov, Siversted Mølle, Stenderuphede, Skovkro/Sønderskov, Sorgefri, Sdr. Smedebymark, Torvold (Thorwald), Troldkær (Trollkjer), Østerkær (Osterkehr) og Østersig (Ostersieg). Grænsen til nabokommunen Stolk markeres gennem Helligbækken.
Der findes flere hede- og mosestrækninger, men også enkelte skove såsom Sønderskov og Elmskov (Elmholz) i området. Syd for Hjalm ligger Hjalm Mose.

## Historie
Der findes flere gravhøje i omegnen, hvilket tyder på en tidlig befolkning. Sydvest for Stenderup ved vejen til Stenderupbusk ligger med Grønshøj (Grönshy) og Holhøj (Hollhy) to markante ældre gravhøje, hvori efter foleksagnet en konge og gemalinde skulle vare begravede. Ved præstegården står en rund sten i form af et lille bord, som blev anset for at være et hedensk alter, men det er snarere en sten-ambolt fra bronzealderen. Ved landsbyen fandtes også med Ellens Bøg eller Brudebøgen et stort træ med tre stammer et stykke over jorden, hvor pigen Ellen skal have begået selvmordfør brylluppet med en mand hun ikke elskede.
Siversted er første gang nævnt 1450. Den angeldanske betegnelse er Syverstej. Stednavnet er afledt af personnavnet Siver eller Sigvard. Hjalm er første gang nævnt 1472. Stednavnet er afledt af gl.da. hialm (oldn. hjalmr) hjelm som terrænbetegnelse.
Siversted Kirke er fra 1000-tallet. I 1837 nævnes ni gårde og fire kådnersted, 1854 en kro. Landsbyens første skolebygning blev opført 1764. Undervisningsproget var i årene 1851-1864 dansk. I 1889 blev der i fællesskab med Stenderup etableret et frivilligt brandværn. I 1971 blev Stenderup og Sønder Smedeby indlemmet.

## Billeder
- Siversted Kirke
- Balbæk
- Poppostenen